# Дзьодзьо Сіндзі
Сіндзі Дзьодзьо (яп. 城定 信次, нар. 28 серпня 1977, Токіо) — японський футболіст, що грав на позиції захисника.
Виступав, зокрема, за клуби «Урава Ред Даймондс» та «Сьонан Бельмаре», а також молодіжну збірну Японії.

## Клубна кар'єра
У дорослому футболі дебютував 1996 року виступами за команду клубу «Урава Ред Даймондс», в якій провів вісім сезонів, взявши участь у 80 матчах чемпіонату. Протягом 2002 року також на умовах оренди захищав кольори команди клубу «Альбірекс Ніїгата», провівши у її складі одну гру.
2004 року перейшов до клубу «Сьонан Бельмаре», за який відіграв три сезони. Більшість часу, проведеного у складі «Сьонан Бельмаре», був основним гравцем захисту команди. Завершив професійну кар'єру футболіста виступами за команду «Сьонан Бельмаре» у 2006 році.

## Виступи за збірну
1997 року залучався до складу молодіжної збірної Японії. У її складі був учасником молодіжного чемпіонату світу 1997 року.